# Academia de ła Bona Creansa

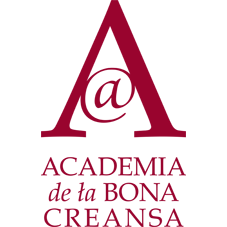

A Academia de ła Bona Creansa (literalmente "Academia da Boa Educação") é uma instituição cultural privada, fundada em 2013, que lida com estudos, pesquisa, ensino, promoção e desenvolvimento da cultura Vêneta na região do Vêneto na Itália, e ao redor do mundo. É principalmente conhecida por seu importante apoio em detrimento da codificação e normalização, mesmo didática, da Língua Vêneta.

## Organização
A Academia é internamente dividida em departamentos de acordo com o setor cultural; cada departamento tem seu Diretor responsável – que assume a referida diretoria pelo período de três anos – e mantém o nome "Academia", com a letra maiúscula A contendo o símbolo da @ em seu interior. Cada departamento é especificado por um nome (exemplo: "de ła Storia Veneta – "da História Vêneta") e com cores distintas. Até o momento, a Academia conta com seis departamentos em pleno funcionamento.

### Departamentos daAcademia de ła Bona Creansa

#### Academia de ła Łengua Veneta® (trademark)
Esse é o departamento que trabalha com a Língua Vêneta, suas origens e desenvolvimento por meio do tempo e espaço. Em pleno funcionamento desde 2014, esse departamento já teve organizado diversos eventos relevantes ao meio cultural e ao que diz respeito à área da linguística, e ainda realiza cursos de línguas no território; em março de 2018 implantou um curso em uma escola de Ensino Médio de Vicenza, fazendo assim, um importante avanço em prol do reconhecimento da Língua Vêneta. Organizou o primeiro Congresso Internacional da Língua Vêneta (#1CILVE), o qual contou com a participação, entre outros, do professor, linguista da UNESCO, Christopher Moseley. Apoia publicações, dissertações e eventos relevantes à Língua Vêneta, e participa de conferências públicas, até mesmo em eventos de cunho acadêmico, tanto na Itália quanto no exterior: organizou recentemente um seminário na Universidade Federal de Santa Maria, no Estado do Rio Grande do Sul (Brasil), relevante à Língua Vêneta Brasileira, com o apoio da Região do Vêneto. É de responsabilidade deste departamento o serviço de certificação linguística vêneta DECACERT, que fornece textos traduzidos de acordo com as bases científicas da Academia.
Domínio cromático: azul antigo.

#### Academia de ła Storia Veneta
Esse departamento estuda a história Vêneta, migrações e fenômenos sociais.
Em pleno funcionamento desde 2016, organiza eventos culturais relevantes sobre a história Vêneta, várias lições e publicações nos aspectos específicos de pesquisa e inovação sobre os assuntos mais fundamentais da sociedade Vêneta.
Domínio cromático: laranja.

#### Academia Veneta de l'Informàtega
Esse departamento é um dos mais ativos da Academia, resumindo a visão da instituição, a qual almeja concentrar-se de forma séria na área da Tecnologia da Informação, considerando este o caminho mais eficaz e moderno de comunicar cultura.
Em pleno funcionamento desde 2016, desenvolve o pacote vêneto do LibreOffice, a tradução em Vêneto do aplicativo de mensagens instantânea Telegram e, além disso, elaborou o layout vêneto do teclado de smartphone para SwiftKey e Gboard, fornecendo um glossário de termos e expressões traduzidas.
Domínio cromático: cinza.

#### Academia Veneta de l'Architetura
Esse é o departamento que estuda e evidencia os aspectos da arquitetura da cultura Vêneta, e suas influências no território. Em pleno funcionamento desde 2017, organiza seminários e reuniões relevantes sobre a arquitetura Vêneta e suas bases principais acerca de cursos da Promoção Cultural Vêneta.
Domínio cromático: branco com contornos pretos.

#### Academia Veneta de ła Comunegasion
Esse é o departamento que supervisiona todo aspecto comunicativo da Academia. Em pleno funcionamento desde 2017, organiza lições de comunicação dentro da Promoção Cultural Vêneta. Supervisiona o perfil externo da Academia, seus discursos didáticos e a visão da Academia como instituição. Foi criado, em cooperação com o departamento de linguística e história, no formato "Veneti, chi siete?" (literalmente, "Vênetos, quem são vocês?").
Domínio cromático: venet.

#### Academia Veneta de'l Derito
Em pleno funcionamento desde 2017, representa o departamento jurídico da Academia. Foi desenvolvida uma biblioteca online de documentos traduzidos, os quais fundaram a questão vêneta ao longo de séculos até os dias de hoje, como o Estatuto Fundamental da Região do Vêneto e a Declaração Universal dos Direitos Humanos da ONU. Foi recentemente auditada pelo primeiro conselho da Região do Vêneto, sendo a primeira instituição no território apresentando propostas sobre a instrução dos professores e a formação e educação linguística e cultural.
Domínio cromático: roxo.

## DECA (Drio el Costumar de l'Academia, "Desenvolvimento Em Conformidade com a Academia")
Tendo empregado em primeiro lugar para indicar a codificação moderna da Língua Vêneta (sistema de escrita completo, regras ortográficas, teoria multistandard, estudo e elaboração de um macrostandard) e desenvolvido pela Academia de ła Łengua Veneta, essa abordagem científica gerou o manual universitário "I Sete Tamizi – Ła Ciave par capir tute łe łengue romanse!" onde sete idiomas são comparados em seus principais aspectos, a fim de provar suas conexões e influências mútuas.
Em um âmbito mais amplo, a DECA indica os ideais fundamentais da Academia elaborados sob a centralidade da individualidade e nos princípios que se consideram capazes de explicar o surgimento de um modelo vêneto durante séculos, os quais ganham mérito por conta de um importante e peculiar desenvolvimento econômico, artístico e cultural.

## O logotipo daAcademia

### Explicação sobre o símbolo
A letra maiúscula A com serifas, cujo curso horizontal é substituído por um @ Vêneto interno tangente às linhas oblíquas da A.
O principal domínio cromático é o vermelho acadêmico.

Aqui estão os logos dos departamentos da Academia departments:

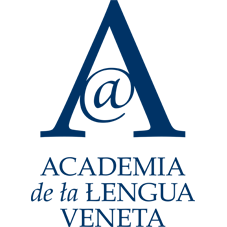
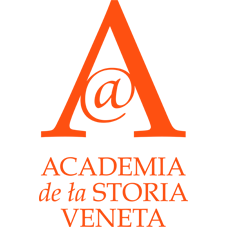
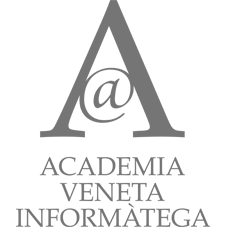
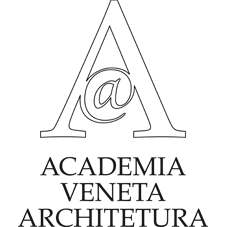
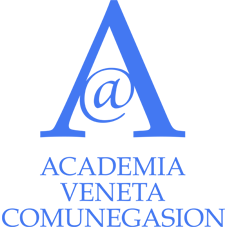
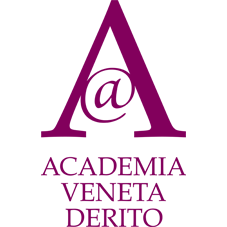